# Hayneville
Hayneville es un pueblo ubicado en el condado de Lowndes en el estado estadounidense de Alabama. En el censo de 2000, su población era de 1.177.

## Demografía
En el 2000 la renta per cápita promedia del hogar era de $ 19.554$, y el ingreso promedio para una familia era de 22.788$. El ingreso per cápita para la localidad era de 9.556$. Los hombres tenían un ingreso per cápita de 22.396$ contra 20.417$ para las mujeres.

## Geografía
Hayneville está situado en 32°10′57″N 86°34′50″O / 32.18250, -86.58056 (32.182365, -86.580468).
Según la Oficina del Censo de los EE. UU., la ciudad tiene un área total de 1.86 millas cuadradas (4.81 km²).